# Jürgen Reil
Jürgen Reil, detto Ventor (Essen, 26 giugno 1966), è un batterista e cantante tedesco.
Assieme a Mille Petrozza è un membro originario dei Kreator. Lasciò la band per un paio d'anni dal 1994 al 1996. Durante la sua assenza venne sostituito da Joe Cangelosi e venne pubblicato Cause for Conflict.
Nei primi album e (tuttora nei live) ha anche prestato la sua voce in alcune canzoni tra cui Riot of Violence.